# Isole Vergini Americane ai Giochi della XXIX Olimpiade
Le Isole Vergini Americane parteciparono ai Giochi della XXIX Olimpiade di Pechino, svoltisi dall'8 al 24 agosto 2008, con una delegazione di 7 atleti.

## Atletica leggera
| Gara            | Atleta                 | Batterie | Batterie | Quarti | Quarti | Semifinali | Semifinali | Finale | Finale |
| Gara            | Atleta                 | Tempo    | Pos.     | Tempo  | Pos.   | Tempo      | Pos.       | Tempo  | Pos.   |
| --------------- | ---------------------- | -------- | -------- | ------ | ------ | ---------- | ---------- | ------ | ------ |
| 400 m maschili  | Tabarie Henry          |          |          | 45"36  | 2      | 45"19      | 7          |        |        |
| 100 m femminili | LaVerne Jones-Ferrette | 11"41    | 3        | 11"55  | 5      |            |            |        |        |
| 200 m femminili | LaVerne Jones-Ferrette | 23"12    | 4        | 23"37  | 7      |            |            |        |        |

## Nuoto
| Gara              | Atleta     | Batterie | Batterie | Semifinali | Semifinali | Finale | Finale |
| Gara              | Atleta     | Tempo    | Pos.     | Tempo      | Pos.       | Tempo  | Pos.   |
| ----------------- | ---------- | -------- | -------- | ---------- | ---------- | ------ | ------ |
| 50 m stile libero | Josh Laban | 23"28    | 53       |            |            |        |        |

## Pugilato
| Gara              | Atleta         | Sedicesimi                           | Ottavi                            | Quarti | Semifinali | Finale |
| ----------------- | -------------- | ------------------------------------ | --------------------------------- | ------ | ---------- | ------ |
| Pesi welter       | John Jackson   | Mahamed Nurudzinau (Bielorussia) 4-2 | Kim Jung-Joo (Corea del Sud) 0-10 |        |            |        |
| Pesi mediomassimi | Julius Jackson | Kenny Egan (Irlanda) 2-22            |                                   |        |            |        |

## Tiro
| Gara                  | Atleta     | Qualificazioni | Qualificazioni | Finale    | Finale       | Finale |
| Gara                  | Atleta     | Punteggio      | Pos.           | Punteggio | Punt. totale | Pos.   |
| --------------------- | ---------- | -------------- | -------------- | --------- | ------------ | ------ |
| Carabina 50 m a terra | Ned Gerard | 580            | 53             |           |              |        |

## Vela
| Gara           | Atleta             | Regata | Regata | Regata | Regata | Regata | Regata | Regata | Regata | Regata | Regata     | Regata | Punteggio | Pos. |
| Gara           | Atleta             | 1      | 2      | 3      | 4      | 5      | 6      | 7      | 8      | 9      | 10         | M      | Punteggio | Pos. |
| -------------- | ------------------ | ------ | ------ | ------ | ------ | ------ | ------ | ------ | ------ | ------ | ---------- | ------ | --------- | ---- |
| Laser maschile | Thomas Barrows III | 20     | 28     | 20     | 24     | 26     | 31     | 15     | 10     | 21     | cancellata |        | 164       | 22   |